# 鹿伏兎宗心
鹿伏兎 宗心（かぶと そうしん）は戦国時代の武将。鈴鹿郡鹿伏兎城主 。鹿伏兎定長の子。定秀とも。

## 略歴
元亀元年（1570年）、姉川の戦いにおいて浅井勢に属した。自身の居城を叔父と弟の定義に任せ、自身は小谷城に入城 。佐々成政や酒井忠次らと戦い敗れ討した。